# Phanerotoma hayati
Phanerotoma hayati är en stekelart som beskrevs av S. Ahmad och Shuja-uddin 2004. Phanerotoma hayati ingår i släktet Phanerotoma och familjen bracksteklar. Inga underarter finns listade i Catalogue of Life.